# Oliver T. Marsh
Oliver T. Marsh (parfois crédité Oliver Marsh), né le 30 janvier 1893 à Kansas City (Missouri), mort le 5 mai 1941 à Los Angeles (Californie), est un directeur de la photographie américain, membre de l'ASC.

## Biographie
Frère des actrices Marguerite Marsh (1888-1925), Mae Marsh (1895-1968) et Mildred Marsh (1898-1975), et père du saxophoniste de jazz Warne Marsh (1927-1987), Oliver T. Marsh débute en 1916 comme chef opérateur, exerçant à ce titre sur cent-trente-deux films américains, dont une soixantaine muets. En 1925, il rejoint la Metro-Goldwyn-Mayer, où il mène toute la suite de sa carrière. Ses cinq derniers films sortent en 1941, année de sa mort prématurée, d'une crise cardiaque.
Il travaille notamment aux côtés des réalisateurs Clarence Brown (ex. : Captive en 1932, avec Joan Crawford — qu'il photographie souvent — et Robert Montgomery), Jack Conway (ex. : Le Marquis de Saint-Évremont en 1935, avec Ronald Colman et Elizabeth Allan), George Cukor (ex. : David Copperfield en 1935, avec Lionel Barrymore, W.C. Fields, Freddie Bartholomew et Maureen O'Sullivan), Robert Z. Leonard (nombreux films, dès 1922 ; ex. : Le Tourbillon de la danse en 1933, avec Joan Crawford, Clark Gable et Franchot Tone), John Stuart Robertson (ex. : Le Droit d'aimer en 1929, avec Greta Garbo et Nils Asther), W.S. Van Dyke (qu'il assiste lui aussi sur de nombreux films ; ex : San Francisco en 1936, avec Jeanette MacDonald — dont il est quasiment le photographe attitré —, Clark Gable et Spencer Tracy), ou encore Raoul Walsh (ex. : Faiblesse humaine en 1928, avec Gloria Swanson et Lionel Barrymore), entre autres.
Fait particulier, Oliver T. Marsh est chef opérateur sur La Veuve joyeuse (version muette de 1925, avec Mae Murray et John Gilbert) d'Erich von Stroheim, puis sur le remake parlant (même titre) de 1934, réalisé par Ernst Lubitsch, avec Maurice Chevalier et Jeanette MacDonald. Notons encore qu'il photographie sa sœur Mae Marsh, à l'occasion de cinq films muets, quatre en 1918, le cinquième en 1919.
En 1939, il reçoit un Oscar d'honneur (partagé), pour Amants (1938, avec Nelson Eddy et Jeanette MacDonald) de W.S. Van Dyke. Deux ans après, en 1941, il obtient une nomination (partagée) à l'Oscar de la meilleure photographie, pour Chante mon amour (1940, également avec Nelson Eddy et Jeanette MacDonald), de W.S. Van Dyke à nouveau.

## Filmographie partielle
(comme directeur de la photographie, sauf mention contraire)
- 1918 : Dodging a Million de George Loane Tucker
- 1918 : The Floor Below de Clarence G. Badger
- 1918 : All Woman de Hobart Henley
- 1918 : Hidden Fires de George Irving
- 1919 : The Bondage of Barbara d'Emmett J. Flynn
- 1919 : La Marque sanglante (The Brand) de Reginald Barker

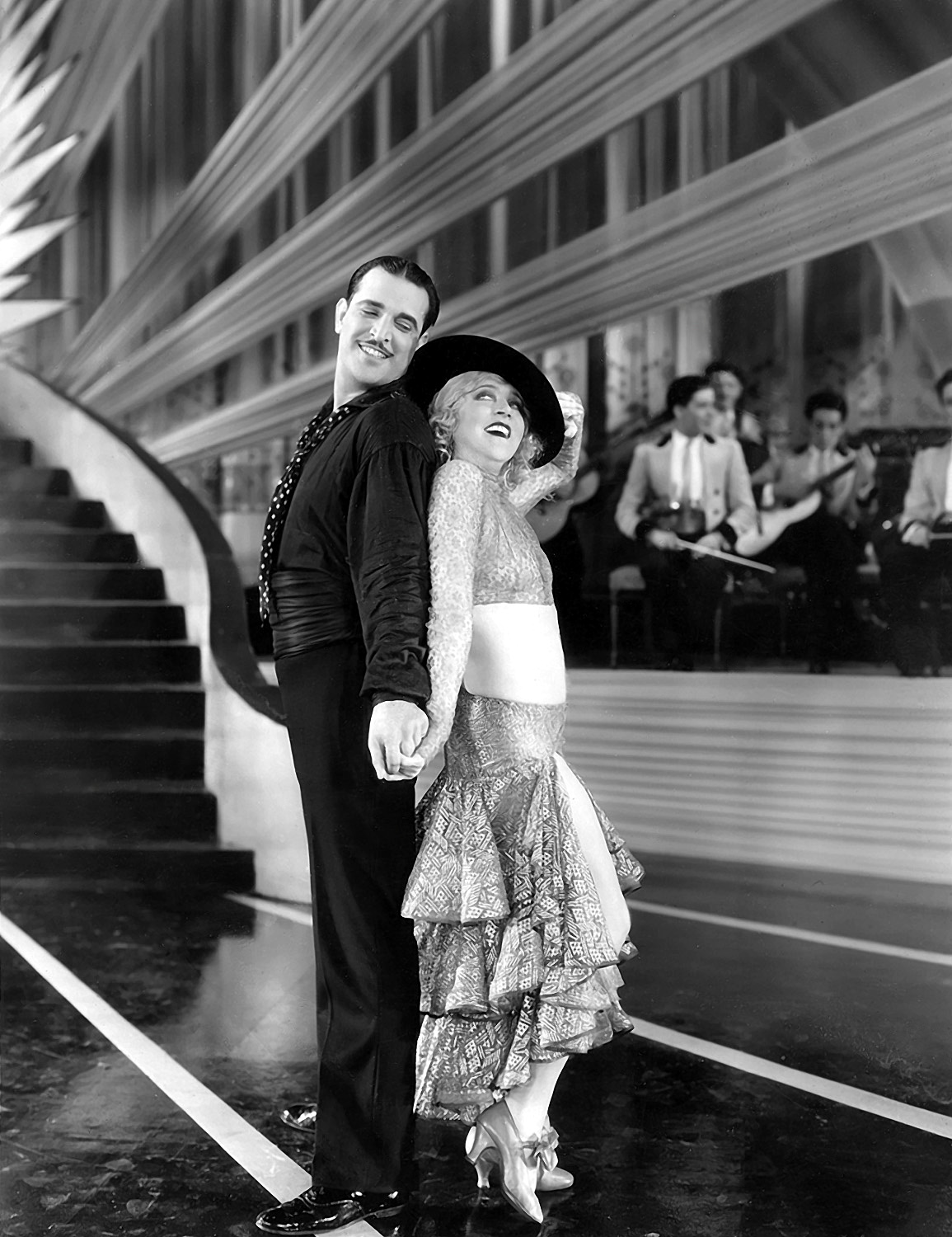
Prise de vue pour Peacock Alley (1922) : Edmund Lowe et Mae Murray.

- 1920 : Two Weeks de Sidney Franklin
- 1920 : The Point of View (en) d'Alan Crosland
- 1920 : Good References de Roy William Neill
- 1921 : Wedding Bells de Chester Withey
- 1921 : Mama's Affair de Victor Fleming
- 1921 : Woman's Place de Victor Fleming
- 1922 : Au Paon (Peacock Alley) de Robert Z. Leonard
- 1922 : Red Hot Romance de Victor Fleming
- 1922 : La Rose de Broadway (Broadway Rose) de Robert Z. Leonard
- 1923 : The Unknown Purple de Roland West
- 1924 : Mademoiselle Midnight de Robert Z. Leonard
- 1924 : Married Flirts de Robert G. Vignola
- 1925 : La Veuve joyeuse (The Merry Widow) d'Erich von Stroheim
- 1925 : Les Cadets de la mer (The Midshipman) de Christy Cabanne
- 1925 : Time, the Comedian de Robert Z. Leonard
- 1925 : La Rose du ruisseau (The Masked Bride) de Christy Cabanne et Josef von Sternberg
- 1925 : La Carte forcée (Soul Mates) de Jack Conway
- 1926 : Kiki de Clarence Brown
- 1926 : La Duchesse de Buffalo (The Duchess of Buffalo) de Sidney Franklin
- 1926 : Love's Blindness de John Francis Dillon
- 1926 : La Dame aux camélias (Camille) de Fred Niblo
- 1927 : Le Chevalier pirate (The Road to Romance) de John S. Robertson
- 1927 : Colombe (The Dove) de Roland West
- 1927 : Le Signal de feu (Annie Laurie) de John Stuart Robertson
- 1927 : L'Ennemie (The Enemy) de Fred Niblo
- 1928 : Faiblesse humaine (Sadie Thompson) de Raoul Walsh
- 1928 : Soirs d'orage (The Woman disputed) d'Henry King et Sam Taylor
- 1928 : Les Masques de Satan (The Masks of the Devil) de Victor Sjöström
- 1928 : La Femme divine (The Divine Woman) de Victor Sjöström
- 1928 : Cœur de tzigane (Dream of Love) de Fred Niblo
- 1929 : Jeunes filles modernes (Our Modern Maidens) de Jack Conway
- 1929 : Marianne de Robert Z. Leonard
- 1929 : L'Abîme (Eternal Love) d'Ernst Lubitsch
- 1929 : Le Droit d'aimer (The Single Standard), de John Stuart Robertson
- 1930 : Not So Dumb de King Vidor
- 1930 : Strictly Unconventional de David Burton
- 1930 : The Lady of Scandal de Sidney Franklin
- 1930 : The Florodora Girl d'Harry Beaumont
- 1930 : Les Amours d'une courtisane (Du Barry, Woman of Passion) de Sam Taylor
- 1931 : C'est mon gigolo (Just a Gigolo) de Clarence Brown
- 1931 : It's a Wise Child de Robert Z. Leonard
- 1931 : La Faute de Madelon Claudet (The Sin of Madelon Claudet) d'Edgar Selwyn
- 1931 : The Bachelor Father de Robert Z. Leonard
- 1931 : Fascination (Possessed) de Clarence Brown
- 1931 : The Man in Possession de Sam Wood
- 1931 : The Phantom of Paris de John Stuart Robertson
- 1932 : Mes petits (Emma) de Clarence Brown
- 1932 : Arsène Lupin de Jack Conway
- 1932 : Grand Cœur (Divorce in the Family) de Charles Reisner
- 1932 : Dans la nuit des pagodes (The Son-Daughter) de Clarence Brown
- 1932 : Les Lèvres qui mentent (Faithless) de Harry Beaumont
- 1932 : La Monstrueuse Parade (Freaks) de Tod Browning (photographie additionnelle)
- 1932 : Pluie (Rain) de Lewis Milestone
- 1932 : Captive (Letty Linton) de Clarence Brown

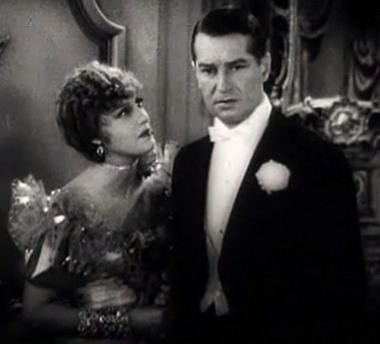
Prise de vue pour La Veuve joyeuse (1934) : Jeanette MacDonald et Maurice Chevalier

- 1933 : Après nous le déluge (Today we live) d'Howard Hawks
- 1933 : Vol de nuit (Night Flight) de Clarence Brown
- 1933 : Le Tourbillon de la danse (Dancing Lady) de Robert Z. Leonard
- 1934 : The Mystery of Mr. X (en) d'Edgar Selwyn et Richard Boleslawski
- 1934 : Vivre et aimer (Sadie McKee) de Clarence Brown
- 1934 : La Veuve joyeuse (The Merry Widow) d'Ernst Lubitsch (+ version alternative en français, même titre, sortie en 1935)
- 1935 : Le Marquis de Saint-Évremont (A Tale of Two Cities) de Jack Conway
- 1935 : Baby Face Harrington de Raoul Walsh
- 1935 : La Femme de sa vie (No More Ladies) d'Edward H. Griffith et George Cukor
- 1935 : David Copperfield (The Personal History, Adventures, Experience, & Observation of David Copperfield the Younger) de George Cukor
- 1936 : San Francisco de W.S. Van Dyke
- 1936 : La Petite Provinciale (Small Town Girl) de William A. Wellman et Robert Z. Leonard
- 1936 : Loufoque et Cie (Love on the Run) de W.S. Van Dyke
- 1936 : Le Grand Ziegfeld (The Great Ziegfeld) de Robert Z. Leonard
- 1936 : La Fièvre des tropiques (His Brother's Wife) de W.S. Van Dyke
- 1936 : Nick, gentleman détective (After the Thin Man) de W.S. Van Dyke
- 1937 : Le Chant du printemps (Maytime) de Robert Z. Leonard
- 1937 : Rosalie de W.S. Van Dyke
- 1937 : Le Secret des chandeliers (The Emperor's Candlesticks) de George Fitzmaurice
- 1937 : L'Espionne de Castille (The Firefly) de Robert Z. Leonard
- 1938 : Frou-Frou (The Toy Wife) de Richard Thorpe
- 1938 : Amants (Sweethearts) de W.S. Van Dyke
- 1938 : La Belle Cabaretière (The Girl of the Golden West) de Robert Z. Leonard
- 1938 : La Foule en délire (The Crowd Roars) de Richard Thorpe
- 1939 : Femmes (The Women) de George Cukor
- 1939 : La Féerie de la glace (The Ice Follies of 1939) de Reinhold Schünzel
- 1939 : Emporte mon cœur (Broadway Serenade) de Robert Z. Leonard
- 1939 : Le monde est merveilleux (It's a Wonderful World) de W.S. Van Dyke
- 1939 : Indomptée (Untamed) de Jack Conway
- 1939 : Nick joue et gagne (Another Thin Man) de W.S. Van Dyke
- 1940 : Broadway qui danse (Broadway Melody of 1940) de Norman Taurog
- 1940 : Chante mon amour (Bitter Sweet) de W.S. Van Dyke
- 1940 : Monsieur Wilson perd la tête (I love you again) de W.S. Van Dyke
- 1941 : Divorce en musique (Lady Be Good) de Norman Z. McLeod
- 1941 : Blonde Inspiration de Busby Berkeley
- 1941 : La Proie du mort (Rage in Heaven) de W.S. Van Dyke
- 1941 : Chagrins d'amour (Smilin' Through) de Frank Borzage
- 1941 : The Wild Man of Borneo de Robert B. Sinclair

## Récompenses et distinctions
- 1939 : Oscar d'honneur pour Amants (récompense, partagée avec Allen M. Davey)
- 1941 : Oscar de la meilleure photographie, catégorie couleur, pour Chante mon amour (nomination, partagée avec Allen M. Davey)